# Липатов, Виктор Сергеевич
Виктор Сергеевич Липатов (26 августа 1935 — 16 января 2007) — русский писатель-эссеист, публицист и поэт, искусствовед, главный редактор журнала «Юность» в 1992—2007 годах.

## Биография
Родился в семье шахтёра и учительницы русского языка. Среднюю школу окончил в Вознесенске.
После окончания в 1957 году Московского историко-архивного института направлен на комсомольскую работу в Подольский городской комитет ВЛКСМ.
Работал в газете «Московский комсомолец» заведующим отделом, заместителем главного редактора. В 1966—1986 годах работал в газете «Комсомольская правда» редактором отдела литературы и искусства.
В 1986—2007 годах работал в журнале «Юность», заместитель главного редактора, главный редактор (1992—2007). Скончался на посту редактора журнала.
Лауреат премии Ленинского комсомола и премии имени Николая Островского.
Похоронен в Москве на Троекуровском кладбище.

## Сочинения
- Дни твоей дороги: Повесть о райкоме. (1981)
- Краски времени. (1983) Сборник.
- Утро моего человека. (1983) Сборник.
- Цвет, свет, жизнь: О художниках, ясновидцах и правдолюбцах. (1994)
- Тайна сдержанного сердца
- Поступь легионера
- На вершинах
- Полуночный крест
- Восьмисвечник
- Свет в ладонях
- На изломах
- Следы горят (2005)
- Миры, как вихри. Избранные произведения. (посмертно)